# Абаджян, Владимир Амвросьевич
Влади́мир Амвро́сьевич Абаджя́н (27 ноября 1927, Хонахрзан, Ленинаканский уезд — 15 января 2013, Ереван) — советский и армянский актёр театра, эстрады и кино, чтец, народный артист Армянской ССР (1984).

## Биография
Владимир Абаджян родился в селе Хонахрзан Ленинаканского уезда ССР Армении (ныне село Ширак Ширакской области Армении). В 1951 году закончил артистическое отделение Ереванского художественно-театрального института и был принят в труппу Армянского государственного академического театра имени Сундукяна, где работал всю жизнь.
Сыграл около 50 ролей в театре. Кроме этого, снимался в кино, выступал на радио и телевидении, был мастером художественного слова. Последние годы жизни в основном занимался художественным чтением армянской поэзии.
Умер в Ереване 15 января 2013 года после продолжительной болезни. Похоронен в Городском Пантеоне Еревана.

## Семья
Старший брат — Геворк Абаджян (1920—2003), искусствовед, муж актрисы Вардуи Вардересян, народной артистки СССР.

## Награды
- Народный артист Армянской ССР (1984)[1].
- Заслуженный артист Армянской ССР (1972).
- Медаль Мовсеса Хоренаци (1998).
- Медаль «За трудовое отличие» (27 июня 1956).

## Фильмография
1. 1960 — Саят-Нова (Ереванское ТВ) — Вардан[1]
2. 1966 — Охотник из Лалвара (Арменфильм) — Гаго (дублировал В. Ферапонтов)
3. 1973 — Последний подвиг Камо (Арменфильм) — Хемвепет Восканян, офицер-эмигрант[1]
4. 1978 — Звезда надежды (Арменфильм, Мосфильм) — Исай (Есаи)[1]
5. 1987 — Квартет (Арменфильм) — Перч
6. 2005 — Путь (англ. The Path; США, Армения) — отец